# Julian Assange
Julian Paul Assange (Townsville, Queensland, Australija, 3. srpnja 1971.)  je programer, urednik, aktivist, izdavač i novinar.
Assange je postao poznat kao glavni urednik i osnivač WikiLeaksa, organizacije koja objavljuje tajne informacije i povjerljive dokumente od anonimnih izvora zviždača.
Assange se u adolescentnoj dobi zanimao za hakiranje, nakon toga je radio kao računalni programer, a slavu je stekao svojim radom u WikiLeaksu, koji je osnovao 2006. i od tada se počeo pojavljivati u javnosti širom svijeta i govoriti o slobodi tiska, cenzuri i istraživačkom novinarstvu. WikiLeaks je došao u središte međunarodne javnosti kad je 2010. godine počeo objavljivati vojne i diplomatske brzojave američke vojske uz pomoć suradnika u tiskanim medijima. Bradley Manning je optužen za davanje brzojava WikiLeaksu. Službeni izvori vojske SAD-a opetovano izvješćuju o vojnom osoblju koje je u vezi s WikiLeaksom ili "pristašama WikiLeaksa", a koji se izlažu opasnosti da ih se optuži za "komunikaciju s neprijateljem", Ministarstvo pravosuđa SAD-a je u nekoliko slučajeva razmatralo postoje li dokazi da se Assange optuži za nekoliko kaznenih djela. Tijekom suđenja Manningu vojni istražitelji su podnijeli dokaze u kojima tvrde da su Manning i Assange surađivali prilikom krađe i objavljivanja vojnih i diplomatskih dokumenata SAD-a.
Prilikom boravka u Švedskoj u kolovozu 2010. švedska policija počela je istraživati njegovu umiješanost u silovanje, no istraga je prekinuta, da bi se za dva mjeseca podigao Europski uhidbeni nalog, te se Assange svojevoljno prijavio u policijsku postaju u Londonu, gdje se u tom trenutku nalazio. Nakon deset dana u zatvoru Wandsworth, pustili su ga slobodu uz jamčevinu, stavili su mu elektroničku narukvicu, uz obvezu da se svaki dan javi u policijsku postaju. Nakon što je Vrhovni sud Ujedinjenog Kraljevstva odbio njegov zahtjev za ukidanje primjene Europskog uhidbenog naloga zbog čega se suočio s izručenjem, Assange se od 19. lipnja 2012. nalazi u ekvadorskom veleposlanstvu u Londonu, gdje je u međuvremenu dobio diplomatski azil.  Britanska vlada želi izručiti Assangea Švedskoj ako pokuša napustiti veleposlanstvo, dok Assange tvrdi da ga Švedska vlada traži samo zato da ga može izručiti Sjedinjenim Državama gdje bi mu sudili za veleizdaju zbog s objavljivanja diplomatskih brzojava, a možda bi ga i pogubili.
Za vrijeme koje je proveo u Engleskoj pod jamčevinom tijekom 2012. Assange je bio voditelj političke emisije World Tomorrow u kojoj su mu sugovornici bili najpoznatije političke vođe našeg doba i koja se prikazivala na Russia TodayTV.

## Životopis
Assange je 2006. osnovao kontroverzne zviždačke stranice WikiLeaks na svom kućnom serveru. Na Wikileaks je objavio materijale o izvansudskim ubojstvima u Keniji, odlaganju otrovnog otpada u Africi, priručnike Scijentološke crkve, procedure u Guantanamo Bay-u, kao i prepisku banaka Kaupthing i Julius Baer. Godine 2010. objavio je tajne podatke o aktivnostima SAD u ratu u Afganistanu i Iraku.
Dana 28. studenog 2010. WikiLeaks i njegovih pet medijskih partnera počinju objavljivati američke tajne diplomatske brzojave. Bijela kuća nazvala je Assangeovo objavljivanje američkih diplomatskih brzojava "bezobzirnim i opasnim." 
Za svoj rad u WikiLeaks, Assange je dobio mnoge nagrade i nominacije, uključujući i 2009. godine Amnesty International Media Award za objavljivanje materijala o izvansudskim ubojstvima u Keniji i prema izboru čitatelja Time magazina je Osoba godine 2010. 
Od 30. studenog 2010. nalazi se na Interpolovom crvenom popisu traženih osoba.
Dana 7. prosinca 2010. uhitila ga je britanska policija na temelju europskog uhidbenog naloga koji je objavila Švedska, gdje se Assange traži radi davanja izjave vezane uz navodne seksualne prekršaje. Potom su ga pustili uz jamčevinu i bio je u kućnom pritvoru u Engleskoj gdje je čekao na saslušanje o izručenju. Odbacio je sve optužbe i tvrdi da su politički motivirane.
Djetinjstvo
Assange je rođen u gradu Townsville, Queensland i većinu svoje mladosti proveo je na otoku Magnetic Island.
Kad mu je bila jedna godina, njegova majka Christine udala se za kazališnog redatelja Bretta Assangea i Julian dobiva njegovo prezime. Brett i Christine Assange su zajedno vodili kazalište. Njegov očuh, Julianov prvi "pravi tata", opisao je Juliana kao "veoma inteligentnog dječaka" s "vrlo istančanim osjećajem za dobro i loše". "On je uvijek stajao na strani potlačenih...bio je uvijek jako ljut na ljude koji su vršili pritisak na druge ljude".
Godine 1979. Christine Assange se preudala, za umjetnika New age grupe koju je vodila Anne Hamilton-Byrne. Par je dobio sina, ali razišli su se 1982. godine i započeli borbu za skrbništvo. Christine se s oba dječaka skrivala sljedećih pet godina. Assange se tako selio više puta, pohađao razne škole, a u nekim periodima nije ni pohađao školu nego je učio kod kuće.
Optužbe za hakiranje
Godine 1987. šesnaestogodišnji Assange počinje hakirati pod imenom "Mendax" (koje je proizašlo iz Horacijeve fraze: "splendide mendax", ili "plemenita neistina"). S dva hakera osniva grupu pod imenom International Subversives. Assange je u to doba napisao jedno od prvih pravila supkulture: "Ne oštećuj računalni sustav u koji si ušao (to uključuje i njegovo rušenje); ne mijenjaj informaciju u tom sustavu (osim izmjene log-a da sakriješ tragove); i podijeli informaciju."
Australska federalna policija pretresla je njegov dom u Melbourneu 1991. godine. Prijavljen je da je ušao u računala koja su pripadala Australskom Sveučilištu, kanadskoj telekomunikacijskoj tvrtki Nortel, USAF sedmoj Upravljačkoj grupi u Pentagonu i drugim organizacijama, sve preko modema. Godine 1992. proglašen je krivim za 24 optužbe za hakiranje i pustili su ga zbog dobrog ponašanja, nakon što je platio kaznu u iznosu 2.100 australskih dolara. Tužitelj je rekao da "nema dokaza da se radilo o nečem drugom nego o znatiželji i sreći što je uspio – kako se kaže – surfati kroz sva ta razna računala." Sud je upozorio Assangea da bi da nije imao tako teško djetinjstvo mogao bi dobiti i 10 godina zatvora.
Assange je kasnije komentirao: "Zapravo, to me malo živcira. Samo zbog toga što sam jedan od autora knjige o tome (kako biti haker), o tome su snimljeni dokumentarni filmovi i mnogo se govori o tome. Tu se uvijek može nešto maknuti ili dodati. Ali to je bilo prije 20 godina. Jako me živcira kad vidim suvremene članke koji me nazivaju računalnim hakerom. Ja se toga ne sramim, ja sam na to i ponosan. Ali ja razumijem razlog zbog kojeg žele sugerirati da sam i sada računalni haker. Taj razlog je vrlo određen."
Pitanje skrbništva nad djetetom
Godine 1989. Assange je počeo živjeti sa svojom djevojkom i dobili su sina, Danijela. Nakon što su se razišli, započeli su dugotrajnu bitku o skrbništvu, i nisu se dogovorili oko skrbništva sve do 1999. Cijeli proces je potaknuo Assangea i njegovu majku da osnuju Parent Inquiry Into Child Protection, skupinu aktivista okupljenih sa željom da stvore "središnju bazu podataka" u druge svrhe nedostupnu pravnu evidenciju povezanu s pitanjima skrbništva nad djecom u Australiji.
Računalno programiranje i studij na sveučilištu
Godine 1993. Assange se uključio u stvaranje jednog od prvih javnih pružatelja internetskih usluga u Australiji Suburbia Public Access Network. Sve je počelo 1994. kad je Assange živio u Melbourneu i radio kao programer i developer slobodnog software-a. Godine 1995. Assange je napisao Strobe, prvi besplatni i open source port scanner. Sudjelovao je na programiranju nekih dijelova u PostgreSQL projektu godine 1996. Sudjelovao je u pisanju knjige Underground: Priče o hakiranju, ludilu i opsesiji na polju elektronike (1997.), koja ga opisuje kao istraživača i izvješćuje o njegovoj povijesti s International Subversives. Negdje tijekom 1997., jedan je od kreatora Rubberhose deniable encryption sistema, kriptografskog koncepta koji je ugrađen kao software u Linux, s ciljem da se omogući zaštita protiv rubber-hose kriptoanalize. On je u početku želio da se sustav upotrebljava kao "alat boraca za ljudska prava koji trebaju zaštititi osjetljive podatke na mjestu." Drugi besplatni software-a kojem je autor ili suradnik uključuje NNTPCache i Surfraw. Godine 1999. Assange je registrirao domenu leaks.org. "Ali", rekao je,"onda nisam s njom ništa napravio."
Od 2003. do 2006. Assange je studirao fiziku i matematiku na Sveučilištu u Melbourneu. Studirao je i filozofiju i neuroznanosti. Nikad nije diplomirao i postigao je minimalne prolazne ocjene na većini matematičkih seminara. Na svojoj osobnoj web stranici, napisao je da je predstavljao svoj fakultet na Australskom Nacionalnom natjecanju fizičara 2005. godine.

## Osnivanje WikiLeaks
WikiLeaks je osnovan 2006. Tada je Assange napisao dva teksta u kojima objašnjava način na koji funkcionira WikiLeaks: "Ako želimo radikalno promijeniti ponašanje vlasti, moramo razmišljati jasno i hrabro, jer ako smo nešto naučili, to je da se vlast ne želi promijeniti. Moramo misliti na one koji su tu bili prije nas i iskoristiti tehnološke promjene koje nam daju mogućnost da djelujemo na način na koji naši prethodnici nisu mogli." U svom blogu je napisao, "što je neka organizacija zatvorenija ili nepravednija, više je propusta zbog straha i paranoje njezinog vodstva i upravljačke strukture... Zato nepravedni sustavi po svojoj naravi izazivaju protivljenje, i na mnogim ih se mjestima nedovoljno nadzire, te su osjetljiviji na veće curenje informacija od onih koji izaberu neki otvoreniji oblik vodstva."
Assange je najpoznatiji glasnogovornik WikiLeaksa. Tijekom lipnja 2010. jedan je od članova savjetodavnog odbora WikiLeaks. I dok su ga novine opisivale kao "direktora" ili "osnivača" WikiLeaks, Assange je rekao :"Ja sebe ne vidim kao osnivača", " sam sebe vidim kao glavnog urednika WikiLeaks", te je dodao da ima zadnju riječ u odlučivanju koji će se dokumenti objaviti. Assange tvrdi da je WikiLeaks objavio više tajnih dokumenata nego cijelo svjetsko novinarstvo zajedno : "Ovim se ne želim na neki način hvaliti kako smo uspješni, nego to pokazuje kako je opasno stanje u ostalim medijima. Kako je moguće da je tim od pet ljudi uspio objaviti u javnosti više tajnih informacija, na takvoj razini, nego cijelo svjetsko novinarstvo zajedno? To je sramotno." On zagovara „transparentni“ i „znanstveni“ pristup novinarstvu, i tvrdi da „ne možeš objaviti rad iz fizike bez potpunih eksperimentalnih podataka i rezultata; i isti standard bi se morao primjenjivati u novinarstvu." Godine 2006. CounterPunch ga je nazvao najpoznatijim bivšim kompjuterskim hakerom." "The Age" ga je nazvao "jednim od najintrigantnijih ljudi na svijetu" i "borcem za slobodu interneta", dok Assange za sebe kaže da je "ekstremno ciničan". Tvrdi da je većinom samouk i da je pročitao mnogo literature s područja znanosti i matematike, i da će ustrajati na intelektualnoj borbi.
WikiLeaks je objavio materijalne dokumente koji uključuju izvansudska ubojstva u Keniji, izvještaje o odlaganju otrovnog otpada u Obali Bjelokosti, priručnike Scijentološke crkve, procedure postupanja u kampu Guantanamo, video zračnog napada na Baghdad 12. lipnja 2007. i materijal koji uključuje i neke velike banke, npr. Kaupthing i Julius Baer. Godine 2008. Assange je objavio članak pod imenom „Skrivena kletva Thomasa Paina“, u kojem piše „Što vrijedi ako se čuje samo istina koju pomažu gospodarske moći, kad istina leži gola pred svijetom i nitko je neće prvi izreći bez plaćanja ili poticaja.

### Objavljivanje diplomatskih brzojava SAD
Dana 28. studenog 2010. WikiLeaks je počeo objavljivati dio od 251.000 američkih diplomatskih brzojava SAD-a koje je imao, od kojih je 53% označeno kao nekvalificirano, 40% su označeni kao „povjerljivi“, a nešto preko 6% su označeni kao tajni. Sljedeći dan je Glavni državni odvjetnik u Australiji Robert McClelland izjavio novinarima da će Australija istražiti djelatnost Assangea i WikiLeaksa. Rekao je da „s gledišta Australije, misli da postoji mogućnost da je prekršeno više odredaba kaznenog zakona objavljivanjem ovih informacija. Australska savezna policija upravo to istražuje. McClelland nije isključio mogućnost da će Australijske vlasti oduzeti Assangeu državljanstvo i upozorio ga da se može suočiti s optužbama, ako se vrati u Australiju. Savezna policija je u svojoj istrazi zaključila je da Assange nije počinio niti jedno kazneno djelo.
Ministarstvo pravosuđa SAD pokrenulo je kaznenu istragu u svezi s curenjem informacija. Tužitelji razmatraju podizanje optužbe protiv Assangea zbog kršenja nekoliko zakona. U vezi s istragom koja je u tijeku protiv WikiLeaks, 14. prosinca 2010. Ministarstvo pravosuđa SAD zahtjeva pod prijetnjom kazne od društvene mreže Twitter da im da na uvid podatke u vezi s korisničkim računom Assangea i još nekih korisnika.
Zviždač Pentagon Papers Daniel Ellsberg rekao je da Assange "služi našoj demokraciji i služi vladavini zakona baš na taj način da preispituje sigurnosna pravila, koja u većini slučajeva nisu zakoni, barem u ovoj zemlji.“ Na pitanje o opasnosti za nacionalnu sigurnost SAD, Ellsberg je odgovorio: „On je sigurno kompetentan tip, u mnogim stvarima. Mislim da je to bio njegov instinkt, da je odlučio da se svi ovi materijali objave. Mi raspravljamo o malom broju dokumenata koji nije objavio. Još uvijek nije objavio nešto što bi povrijedilo nečiju nacionalnu sigurnost." Assange je izjavio londonskim reporterima da je objavljivanjem brzojava pokazao da su veleposlanici SAD širom svijeta  „uključeni u špijunske aktivnosti“, koje „pokazuju veliki pomak u umanjivanju vladavine prava u institucijama SAD i koje se zato mora objaviti i koje smo zato i objavili."
Objavljivanje diplomatskih brzojava neki smatraju iskrom koja je pokrenula Tunisku revoluciju, kao što su oni koji se odnose na stupanj korupcije vladajuće strukture. Pišući u magazinu Foreign Policy novinarka Elizabeth Dickinson napisala je  "Tunižani ne trebaju više nikakav daljnji razlog za prosvjede, jer od kad su izašli na ulice prošlih tjedana cijene hrane su porasle, korupcija je svugdje, broj nezaposlenih nevjerojatan. Ali Tunisku revoluciju možemo promatrati kao prvi slučaj u kojem je WikiLeaks potaknuo ljude na djelovanje..."

### Bojkot od banaka
Dana 6. prosinca 2011. Švicarska banka PostFinance, proglasila je da je zablokirala imovinu Assangea u iznosu od 31.000 eura, jer je „dao lažnu informaciju u vezi s mjestom boravka“ kad je otvarao račun. MasterCard, Visa Inc., and Bank of America također je vodila spor s WikiLeaks. Assange je ove postupke opisao kao "poslovni McCarthinizam". Švedske novine na engleskom jeziku "Thelocal.se" 27. studenog 2010. prenose izjavu Juliana Assangea da su se pravni troškovi njegove stranice i obrane popeli na 500.000 britanskih funta. Odluka da se prekinu donacije Vise, MasterCarda i PayPal koštali su WikiLeaks 425.000 britanskih funta isti iznos je potreban za šestomjesečno održavanje portala. Assange je rekao da je WikiLeaks dobivao i do 85.000 britanskih funta na dan kad je bio na vrhuncu.
Okružni sud u Reykjavíku je 2012. odlučio da je tvrtka Visa prekršila ugovorno pravo kad je blokirala mogućnost doniranja WikiLeaksa putem kreditnih kartica. Blokada je onemogućila preko 95% donacija pristaša  WikiLeaks, što je organizaciju koštalo preko 20 milijuna USD. 
Julian Assange tom prilikom je rekao: "Ovo je velika pobjeda protiv pokušaja Washingtona da ušutka WikiLeaks. Mi nećemo dopustiti da se nas ušutka. Ekonomska cenzura je cenzura. To je krivo. Kad se ovo radi izvan granica zakona onda je to dva puta gore. Jedan po jedan od onih koji su uključeni u pokušaj cenzure  WikiLeaksa naći će se na krivoj strani na kraju priče." 

### Autobiografija
Tijekom prosinca 2010. Assange je prodao izdavačka prava za svoj životopis za više od 1 milijun britanskih funti. Za The Sunday Times je izjavio da je prisiljen ući u ovaj posao zbog financijskih poteškoća u kojima se nalazi on i njegova organizacija WikiLeaks, i izjavio "ja ne želim napisati ovu knjigu, ali moram. Potrošio sam preko 200.000 funti na pravnike, a moram se braniti i omogućiti WikiLeaksu neometan rad. Nacrt ovog djela je objavljen, bez Assangeova pristanka, tijekom studenoga 2011. Knjigu je potpisao Andrew O'Hagan pod nazivom Julian Assange – Neautorizirana Autobiografija (2011). Assange i izdavač Canongate, navode različite okolnosti u vezi s objavljivanjem autobiografije.===Razlozi za moguće izručenje Sjedinjenim Državama===Elektronička pošta privatne obavještajne tvrtke Stratfor koje je objavio WikiLeaks bili su predmetom rasprave pred porotom što dokazuje da postoji tajna optužnica. Dokument govori o tome da Australija nema prigovor protiv eventualnog izručenja Assangea Sjedinjenim Državama. Vlada Australije potvrdila je da postoji mogućnost izručenja, ali i da nije neobično što je u tijeku istraživanje WikiLeaks. Assange je bio pod istragom više sigurnosnih agencija, uključujući i FBI. Sudski dokument iz svibnja 2014. godine navodi da je Assange još uvijek pod istragom i proces protiv njega nije ukončen. Ovo dokazuju i neki dokumenti koje je objavio Edward Snowden iste godine i koji pokazuju da je Assange od 2010. godine na listi traženih osoba, te da su SAD u tom periodu vršile pritisak na svoje saveznike da pokrenu istragu protiv glavnog urednika WikiLeaksa. U istom dokumentu je i zahtjev od NSA da se WikiLeaks prikaže kao maliciozni strani faktor, i da se poveća nadzor i praćenje organizacije. WikiLeaks je početkom 2015. objavio da su tri člana organizacije dobili poruku da je „Google predao sve njihove e-maile i metadata vladi SAD-a. U obavijesti je i popis mogućih  optužba koje se nalaze na nalogu koji je primio Google. Između ostalog tamo su špijunaža, udruživanje, krađa imovine SAD-a, kršenje zakona iz oblasti računarstva i veleizdaja. Svako djelo nosi počinitelju minimum 45 godina zatvora, a ako se podigne optužnica u vise točaka u konačnici bi to moglo biti mnogo više. SAD su potvrdile je u tijeku proces protiv WikiLeaks u sudskom podnesku dana 15. prosinca 2015.

### Nagrade
Godine 2009. osvojio je nagradu Amnesty International "UK Media Award", zbog objavljivanja informacija o izvansudskim ubojstvima u Keniji koje je proširila i objavila Kenya National Commission on Human Rights (KNCHR) u svojem istraživanju Plač krvi;– Izvan Sudska Ubojstva i Nestanci.|title ='The Cry of Blood' – Report on Extra-Judicial Killings and Disappearances |url=https://web.archive.org/web/20101214044349/http://www.ediec.org/fileadmin/user_upload/Kenia/KNCHR_REPORT_ON_POLICE.pdf }}Primajući nagradu Assange je rekao : "Ovo je odraz hrabrosti i snage kenijskog građanskog društva koje je ovu nepravdu dokumentiralo."
Godine 2010. Assange je dobio Sam Adams Award, Po izboru čitatelja magazina Time izabran je Osobom godine 2010. and runner-up for Person of the Year. U travnju 2011. je na listi 100 najutjecajnijih ljudi prema magazinu Time. Neformalna anketa urednika Postmedia Network prozvala ga je najboljim novinarem godine nakon što su 6 urednika od njih 10 se tvrdili da je Assange "bitno utjecao na način na koji se informacija prikazuje i objavljuje.".
Le Monde, jedna od pet publikacija koje su surađivale s WikiLeaksom prilikom objavljivanja dokumenata, izabrao ga je osobom godine s 56% glasova u glasanju na internetu.
U veljači 2011. objavljeno je da je Sydney Peace Foundation sa sveučilišta u Sydneyu dodijelio Assangeu Sydney Peace Prize (Sydneysku nagradu za mir) za svoju "iznimnu hrabrost i inicijativu u težnji za ostvarenjem ljudskih prava." Do sada nagrada je u četrnaestogodišnjoj povijesti dodijeljena četiri puta, dobitnici su : Nelson Mandela;  14. Dalaj Lama, Tenzin Gyatso, Daisaku Ikeda, i Julian Assange.
U srpnju 2011. Assange je dobio nagradu za novinarstvo Martha Gellhorn. Nagrada se dodjeljuje jednom godišnje novinarima "čiji rad je utjecao da se shvati prava istina i objavi istina koja štetno utječe na propagandu ili "oficijalne vođe"". Sudac je rekao, "WikiLeaks je lice nastalo kao fenomen hi-tech vremena, što i jest. Ali postoji još mnogo više. To je cilj pravde kroz transparentnost u najstarijem i najboljem obliku novinarstva"

## Vanjske poveznice
|  | Zajednički poslužitelj ima još gradiva o temi Julian Assange |

- WikiLeaks - Službene stranice